# Katauri Interactive
Katauri Interactive — російська компанія-розробник відеоігор. Була заснована у Владивостоці у 2004 році. Після випуску гри King's Bounty: Легенда про лицаря у 2008 році компанія переїхала до Калінінграду, де закінчила роботу над аддоном до неї. Постійним партнером компанії є фірма 1С. 
Проєкти компанії:
- King's Bounty: Легенда про лицаря (2008)
- King's Bounty: Принцеса в обладунках (2009)
- King's Bounty: Перехрестя світів (2010)

Проєкти компанії у розробці:
- Royal Quest (2012)

Проєкти компанії Elemental Games, над якими працювала більша частина команди у минулому:
- Генерал (1999)
- Космічні рейнджери (2002)
- Космічні рейнджери 2: Домінатори (2004)

## Цікаві факти
- «Катаурі» — це назва типу кораблів клісанского флоту з першої частини саги Космічні рейнджери.
- До первинного складу компанії увійшли ті ж співробітники, що були в складі Elemental Games, за винятком Олексія Дубового.